# 伦纳特·托尔斯滕松
伦纳特·托尔斯滕松（瑞典語：Lennart Torstensson，1603年8月17日—1651年4月7日），瑞典貴族、陸軍元帥，著名軍事工程學家。

## 生平

### 早年
伦纳特·托尔斯滕松出生於西約特蘭的福什特納莊園，父母皆為貴族；其父托尔斯滕·伦纳特松（Torsten Lennartsson）是艾尔夫斯堡要塞的司令官，也是西吉斯蒙德國王的支持者；母親名為瑪爾塔·尼爾斯多蒂爾·波瑟（Märta Nilsdotter Posse）。當西吉斯蒙德國王於1599年遭到廢黜後，其支持者也逐一遭到清算，伦纳特的父母在他出生後隨即流亡國外，並將託付給叔叔安德爾斯·伦纳特松（Anders Lennartsson）照顧，直到他成年後才得以返國探視；安德爾斯是新國王卡爾九世的寵臣，但於1605年的基希霍爾姆戰役中戰死。

### 軍事生涯
托尔斯滕松在15歲時加入了古斯塔夫·阿道夫斯國王的麾下，隨國王參加了利沃尼亞戰爭，之後也曾被派往外國考察，並參加了普魯士一帶的軍事行動。據聞，托尔斯滕松在某次作戰時接到了來自國王的指令，但他也注意到敵軍已經改變了位置，因此沒有按照國王的指令行動。國王雖然對此有所不滿，但仍然將其從普通的貴族侍從提拔為軍官。

### 三十年戰爭
1629年，托尔斯滕松率領瑞典砲兵跟隨國王參加三十年戰爭，在第一次布萊登菲爾德戰役與賴恩戰役都打出漂亮的戰績；儘管他在紐倫堡兵敗被俘，身陷敵營一年，也錯過了關鍵性的呂岑會戰。其後，托尔斯滕松回到新教聯軍一方，在約翰·巴納與亞歷山大·萊斯利部下任職，於維特施托克戰役中率領左翼部隊。在三十年戰爭的後期，托尔斯滕松指揮了1637年至1638年的波美拉尼亞保衛戰，以及1639年的開姆尼茨戰役與襲擊波希米亞行動，但仍因被俘期間的舊傷而於1641年回國休養。

### 晉升元帥

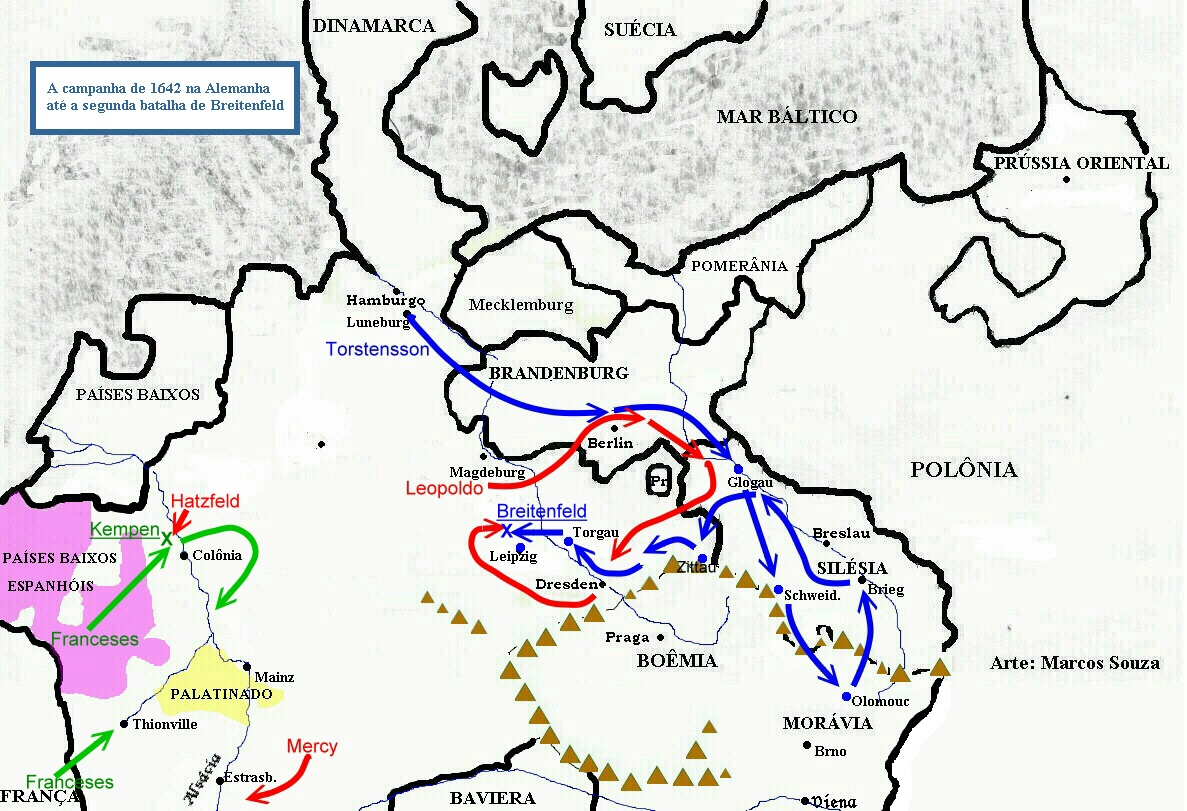
藍線為托尔斯滕松在1642年的行軍路線。

當巴納於1641年因肝病逝於哈尔伯施塔特前線後，托尔斯滕松再度被徵召上陣，接任瑞典陸軍總司令與波美拉尼亞總督之職，同時也晉升為陸軍元帥。1642年，托尔斯滕松率瑞典軍穿越布蘭登堡與西里西亞，進入摩拉維亞境內攻城掠地；再折回薩克森，於10月23日的第二次布萊登菲爾德戰役中粉碎了帝國軍。
1643年，托尔斯滕松二度攻入摩拉維亞，但隨即因瑞典對丹麥宣戰而被迫撤退，轉向北方進軍。托尔斯滕松的快速行動使準備不足的丹麥軍陷入混亂，但因海戰受挫而未能徹底擊垮丹麥。1644年，托尔斯滕松第三次攻入帝國，在于特博格一戰擊倒帝國軍名將馬蒂亞斯·加拉斯，打開了通往薩克森與波希米亞的大門；接著又在扬考摧毀了帝國軍的主力，俘虜梅爾希奧·馮·哈茨費爾德元帥與四千餘名官兵，使進軍維也納的路途再無障礙。然而，瑞典軍在連續作戰後已是強弩之末，而托尔斯滕松本人也因痛風所苦，於1645年底宣告辭職並返國，由卡爾·古斯塔夫·弗蘭格爾接掌總司令與波美拉尼亞總督職務。
托尔斯滕松的戰術以驚人的高機動性聞名，儘管他本人因身體虛弱而甚少騎馬，但仍被認為是瑞典陸軍中最優秀的砲兵指揮官與工程師。

托尔斯滕松於1647年被封為奧爾塔拉（Ortala）伯爵，並於1648年至1651年間擔任瑞典西部省分的總督。1651年4月7日，托尔斯滕松於斯德哥爾摩逝世，安葬於騎士島教堂。

## 家庭
托尔斯滕松於1633年與樞密院院長約翰·德拉加爾迪（Johan de la Gardie）的女兒貝婭塔（Beata）結婚，他的岳母則來自奧克森斯蒂爾納家族（Oxenstierna）；其獨子安德爾斯·托尔斯滕松曾擔任瑞典的愛沙尼亞總督。在托尔斯滕松逝世後，他的妻子改嫁給了瑞典王家總管小佩爾·布拉厄。